# Dom Mintoff
Duminku « Dom » Mintoff, né le 6 août 1916 à Cospicua et mort le 20 août 2012 à Tarxien, est un homme d'État maltais. Il est Premier ministre de 1955 à 1958 et de 1971 à 1984.

## Biographie
Après avoir reçu une formation d'ingénieur en architecture, Dom Mintoff est élu en 1944, secrétaire général du Parti travailliste maltais. Député en 1947, il devient ministre de la Reconstruction, puis il est Premier ministre entre 1955 et 1958. Initialement favorable à une redéfinition des relations avec la métropole britannique, il s'affirme finalement comme un partisan de l'indépendance de Malte.
De 1961 à 1969, les sanctions religieuses[Lesquelles ?] prises à l'encontre des dirigeants travaillistes et des militants de gauche éloignent le Parti travailliste maltais du pouvoir, malgré des progrès en sièges lors des élections législatives. Chef de l'opposition, Dom Mintoff critique les accords financiers et de défense signés entre Malte et la Grande-Bretagne lors de l'indépendance de l'archipel le 21 septembre 1964.
De nouveau Premier ministre entre 1971 et 1984, il obtient le retrait de Malte de l'état-major de l'OTAN, implanté dans l'archipel sans que Malte ne fût membre de l'organisation militaire. Le 13 décembre 1974, Malte devient une république et rompt ses derniers liens institutionnels avec la couronne britannique. Il triple le loyer des bases militaires britanniques, provoquant leur retrait le 31 mars 1979 et, par voie de conséquence, l'indépendance totale du nouvel État. Sur le plan international, Malte participe au mouvement des non-alignés, pour transformer la Méditerranée en « zone de paix ». Partisan d'un statut de neutralité pour l'île, Dom Mintoff entretient des relations avec tous les blocs et pondère la participation aux organes européens par un rapprochement avec la Libye (dont il expulse néanmoins les conseillers militaires par souci d'indépendance) et des États socialistes, notamment de l'Union soviétique, de la Chine et de la Corée du Nord.
Dans le domaine économique et social, Dom Mintoff tente de diversifier l'économie nationale marquée par la mono-industrie (réparation navale, placée sous contrôle ouvrier direct), renégocie les tarifs des textiles au prix d'une crise assumée avec la CEE et mène une politique de nationalisations et de chasse aux placements spéculatifs. Il crée un État providence (régime de retraites, allocations familiales...) tout en accordant la priorité au développement des infrastructures, de l'industrie et des hôpitaux. La compagnie aérienne nationale Air Malta est fondée en 1973.
Resté impliqué dans la vie politique nationale maltaise après avoir cessé d'exercer les fonctions de Premier ministre en 1984, Dom Mintoff rompt avec le Parti travailliste en 1998 lorsqu'il vote contre la privatisation et la concession d'une partie de l'île, entraînant la chute du gouvernement travailliste.
Il combat avec ses proches l'accord d'adhésion de Malte à l'Union européenne, exigeant qu'il soit renégociable et laisse à Malte son autonomie en matière d'accords commerciaux.